# إليزابيث بوم
إليزابيث بوم (بالألمانية: Elisabeth Böhm)‏ هي مهندسة معمارية ألمانية، ولدت في 1921 في ميندلهايم في ألمانيا، وتوفيت في 6 سبتمبر 2012.

## وصلات خارجية
- إليزابيث بوم على موقع IMDb (الإنجليزية)
- إليزابيث بوم على موقع قاعدة بيانات الفيلم (الإنجليزية)